# ياسر الحزيمي
ياسر بن بدر الحزيمي هو مدرب تطوير الذات ومختص في التنمية البشريّة من جهات معتمدة، وهو مشرف على وكالة تطوير المهارات بجامعة المجمعة، ومدير لمركز تطوير للتدريب والمهارات بإدارة وزارة التربية والتعليم. وقد دخلت حلقة البودكاست التي ظهر عليها موسوعة جينيس للأرقام القياسية كأكثر حلقة بودكاست مشاهدة في تاريخ اليوتيوب وقد بلغت 139 مليون مشاهدة وهي حلقة في قناة ثمانية تتحدث عن كيفية نجاح العلاقات الاجتماعية والعلاقة مع الذات.

## الشهادات الأكاديمية
- بكالوريوس لغة عربية (جامعة الملك سعود) عام 1421 هـ.
- دبلوم عالي في الإرشاد الأسري من (جامعة الملك فيصل) 1429 هـ.[3]

## الخبرات
عمل معلمًا للغة العربية للمرحلة المتوسطة والثانوية ثم رائدًا للنشاط الطلابي ثم مديرًا للمدرسة ثم مشرفًا تربويًا ومديرًا لمركز تطوير للتدريب والمهارات بإدارة وزارة التربية والتعليم في المجمعة.
ثم مديرًا لمجمع الأندية الطلابية بإدارة وزارة التربية والتعليم بالمجمعة (1432 هـ).
ثم مشرفًا على وكالة تطوير المهارات بجامعة المجمعة حتى الآن.

## العمل الإعلامي
قدّم برنامج «مشورة» على القناة السعودية في شهر رمضان عام 2025م.